# 松谷竜二郎
松谷 竜二郎（まつたに りゅうじろう、1964年7月10日 - ）は、日本の実業家、元プロ野球選手（投手）。スチールエンジの代表取締役社長。NPBでは読売ジャイアンツ、近鉄バファローズに所属した。

## 来歴・人物
大阪市立高等学校（現・大阪府立いちりつ高等学校）では2年秋は府大会準々決勝へ進むが1失点完投で惜敗、3年夏は5回戦で7回コールド負け。社会人野球の大阪ガスに入社。
1985年にスライダーを習得し、抑えを任される。同僚に木下文信がいた。
1986年から3年連続で都市対抗野球に出場。
1988年の大会では1回戦で中島輝士、石井浩郎、小川博文らを擁する優勝候補のプリンスホテルと対戦、延長12回の接戦を制し勝利投手となる。同年は日本選手権にも出場するが、準々決勝で東芝に逆転負け、敗戦投手となった。1987年の第8回インターコンチネンタルカップ日本代表に選出されている。
1988年のプロ野球ドラフト会議で読売ジャイアンツから2位で指名され入団。契約金と年俸はそれぞれ5,500万円、600万円（いずれも推定）だった。
1989年は一軍のキャンプに参加し、オープン戦でも投球内容を評価されている。4月15日には一軍初登板を果たしたが、その後二軍に降格。しかし6月7日にはイースタン・リーグの大洋戦でノーヒットノーランを記録し、6月12日には一軍に再昇格している。
1991年5月22日のヤクルト戦ではローテーションの谷間で初の先発を任され、1失点完投勝利をマークした。続く6月6日の試合では自ら適時二塁打を放ち2失点完投勝利。2連勝で飛躍が期待されたが、その後は打ち込まれ、先発に定着できなかった。
1992年5月31日にはイースタン・リーグの大洋戦でリーグ史上初となる二度目のノーヒットノーランを記録している。
1993年は春先に右肩を痛めて回復に夏までかかったが、同年10月10日の中日とのジュニア日本選手権では8奪三振の完封勝利でMVPに選出された。
1995年3月に近鉄に金銭トレードで移籍。
1997年に右肩を故障。同年をもって戦力外通告を受け、2週間の入院後に巨人の2軍監督だった末次利光の紹介で台湾プロ野球の入団テストを受けたが不合格となり、翌年2月に現役引退を決めた。
引退後は巨人入団時の監督である藤田元司とコーチの末次利光の斡旋で建設会社に入社したが経営が不振に陥り、同業他社に転職した。床版の専門工事部門がスチールエンジとして独立した際に転籍して3年間営業を務め、その後2003年には代表取締役に就任している。
2016年の学生野球資格回復研修を受講した上で、翌2017年2月7日に日本学生野球協会より学生野球資格回復の適性認定を受けたことにより、学生野球選手への指導が可能となった。

## 詳細情報

### 年度別投手成績
| 年 度     | 球 団     | 登 板 | 先 発 | 完 投 | 完 封 | 無 四 球 | 勝 利 | 敗 戦 | セ 丨 ブ | ホ 丨 ル ド | 勝 率 | 打 者 | 投 球 回 | 被 安 打 | 被 本 塁 打 | 与 四 球 | 敬 遠 | 与 死 球 | 奪 三 振 | 暴 投 | ボ 丨 ク | 失 点 | 自 責 点 | 防 御 率 | W H I P |
| --------- | --------- | ----- | ----- | ----- | ----- | -------- | ----- | ----- | -------- | ----------- | ----- | ----- | -------- | -------- | ----------- | -------- | ----- | -------- | -------- | ----- | -------- | ----- | -------- | -------- | ------- |
| 1989      | 巨人      | 4     | 0     | 0     | 0     | 0        | 0     | 0     | 0        | --          | ----  | 24    | 5.0      | 7        | 1           | 3        | 0     | 0        | 1        | 1     | 0        | 4     | 4        | 7.20     | 2.00    |
| 1991      | 巨人      | 21    | 5     | 2     | 0     | 0        | 2     | 2     | 1        | --          | .500  | 222   | 52.2     | 49       | 4           | 21       | 1     | 1        | 53       | 1     | 0        | 29    | 29       | 4.96     | 1.33    |
| 1992      | 巨人      | 6     | 0     | 0     | 0     | 0        | 1     | 0     | 0        | --          | 1.000 | 39    | 8.2      | 9        | 0           | 5        | 0     | 0        | 5        | 0     | 0        | 1     | 1        | 1.04     | 1.62    |
| 1993      | 巨人      | 1     | 0     | 0     | 0     | 0        | 0     | 0     | 0        | --          | ----  | 8     | 1.0      | 3        | 0           | 2        | 0     | 0        | 0        | 0     | 0        | 2     | 2        | 18.00    | 5.00    |
| 1994      | 巨人      | 7     | 1     | 0     | 0     | 0        | 0     | 2     | 0        | --          | .000  | 74    | 16.2     | 20       | 2           | 3        | 0     | 1        | 16       | 1     | 1        | 10    | 9        | 4.86     | 1.38    |
| 1995      | 近鉄      | 13    | 0     | 0     | 0     | 0        | 0     | 0     | 0        | --          | ----  | 84    | 18.2     | 23       | 3           | 12       | 1     | 1        | 12       | 2     | 0        | 7     | 7        | 3.38     | 1.88    |
| 1996      | 近鉄      | 7     | 0     | 0     | 0     | 0        | 1     | 0     | 0        | --          | 1.000 | 58    | 13.0     | 12       | 4           | 7        | 0     | 1        | 10       | 2     | 0        | 13    | 13       | 9.00     | 1.46    |
| 通算：7年 | 通算：7年 | 59    | 6     | 2     | 0     | 0        | 4     | 4     | 1        | --          | .500  | 509   | 115.2    | 123      | 14          | 53       | 2     | 4        | 97       | 7     | 1        | 66    | 65       | 5.06     | 1.52    |

### 表彰
- ジュニア日本選手権MVP：1回 （1993年）

### 記録
- 初登板：1989年4月15日、対広島東洋カープ1回戦（東京ドーム）、9回表に3番手で救援登板・完了、1回無失点
- 初奪三振：1989年6月14日、対広島東洋カープ9回戦（東京ドーム）、9回表に川口和久から
- 初先発・初勝利・初完投勝利：1991年5月22日、対ヤクルトスワローズ8回戦（明治神宮野球場）、9回1失点
- 初セーブ：1991年6月19日、対阪神タイガース12回戦（阪神甲子園球場）、6回裏に2番手で救援登板・完了、4回無失点

### 背番号
- 26 （1989年 - 1994年）
- 54 （1995年）
- 32 （1995年 - 1997年）